# Impact Wrestling X Division Championship

## Thông tin đai Impact Wrestling X Division Championship
Impact Wrestling X Division Championship là đai đơn thuộc tập đoàn đấu vật Total Nonstop Action Wrestling (hiện tại là Impact Wrestling. Có thể coi đai X Division Championship chỉ dành cho các đô vật trẻ tuổi hoặc có cân nặng hạng trung bình trở xuống. 
Đai này trước khi mang tên TNA X Division Championship, thì nó có tên cũ là NWA-TNA X Division Championship, được lập ngày 19 tháng 6 năm 2002, là đai đánh đơn song hành cùng đai TNA World Heavyweight Championship và TNA Television Championship. Đai này có điểm dễ nhận ra là chữ X màu xanh rất to ở chính giữa. 